# 土渕裕
土渕 裕（つちぶち ひろし、1960年〈昭和35年〉7月15日 - 2020年〈令和2年〉4月21日）は、日本の地方公務員。
東京都労働委員会事務局長や、東京都会計管理局長、東京都交通局長兼ゆりかもめ取締役兼東京臨海高速鉄道取締役、一般社団法人公営交通事業協会会長等を歴任した。

## 人物・経歴
創価大学法学部卒業後に東京都入庁。東京都大学管理本部改革推進担当課長、東京都総務局行政改革推進部長、東京都産業労働局次長等を経て、2016年東京都労働委員会事務局長。2017年東京都会計管理局長兼公益財団法人東京オリンピック・パラリンピック競技大会組織委員会監事。2019年東京都交通局長、一般社団法人公営交通事業協会会長（代表理事）、株式会社ゆりかもめ取締役、東京臨海高速鉄道株式会社取締役。この間、創価学会総千葉副総合長も務めた。2020年、死去。59歳没。東京都議会を代表して石川良一議員による弔慰がなされた。